# Jezusova spremenitev
Jezusova spremenitev ali spremenitev na gori (tudi transfiguracija ali metamorfoza) je dogodek, ko je Jezus izbranim apostolom pokazal svojo Božjo naravo.
Jezusova spremenitev se imenuje tudi krščanski praznik, ki je posvečen spominu na ta dogodek. Po katoliškem in pravoslavnem koledarju se ta praznik obhaja 6. avgusta.
Dogodek je opisan v sinoptičnih evangelijih. Evangelist Matej poroča o tem z naslednjimi besedami:

Čez šest dni je Jezus vzel s seboj Petra, Jakoba in njegovega brata Janeza in jih peljal na visoko goro, na samo. Vpričo njih se je spremenil. Njegov obraz je zasijal kot sonce in njegova oblačila so postala bela kot luč. In glej, prikazala sta se jim Mojzes in Elija, ki sta govorila z njim. Oglasil pa se je Peter in rekel Jezusu: »Dobro je, da smo tukaj, Gospod! Če hočeš, postavim tu tri šotore; tebi enega, Mojzesu enega in Eliju enega.« Ko je še govoril, jih je obsenčil svetel oblak, in glej, glas iz oblaka je rekel: »Ta je moj ljubljeni Sin, nad katerim imam veselje; njega poslušajte!« Ko so učenci to zaslišali, so padli na obraz in se zelo prestrašili. In Jezus je pristopil, se jih dotaknil in rekel: »Vstanite in ne bojte se!« Ko pa so povzdignili oči, niso videli nikogar razen Jezusa samega. (Mt 17,1-8)

Jezus je s tem izbranim učencem pokazal, da je pravi Božji Sin in da je on tisti, ki je prišel izpolnit starozavezne prerokbe. Pozneje je Jezus pričam naročil, da o dogodku ne smejo govoriti.
Po stari krščanski tradiciji se je spremenitev zgodila na gori Tabor, kjer je zdaj postavljena cerkev v spomin na ta dogodek.

## Cerkve v Sloveniji
Jezusovi spremenitvi je posvečena podružnična cerkev Jezusove spremenitve na gori, zgrajena na Rogli. 